# Адміністративний поділ Ірландії
Про розділення острова Ірландія на два суб'єкти див. Поділ Ірландії
Республіка Ірландія складається з 4 історичних провінцій (Коннахт, Ленстер, Манстер і Ольстер), які поділяються на 32 історичні графства. З 9 графств Ольстеру 6 відносяться до Північної Ірландії.

## Провінції

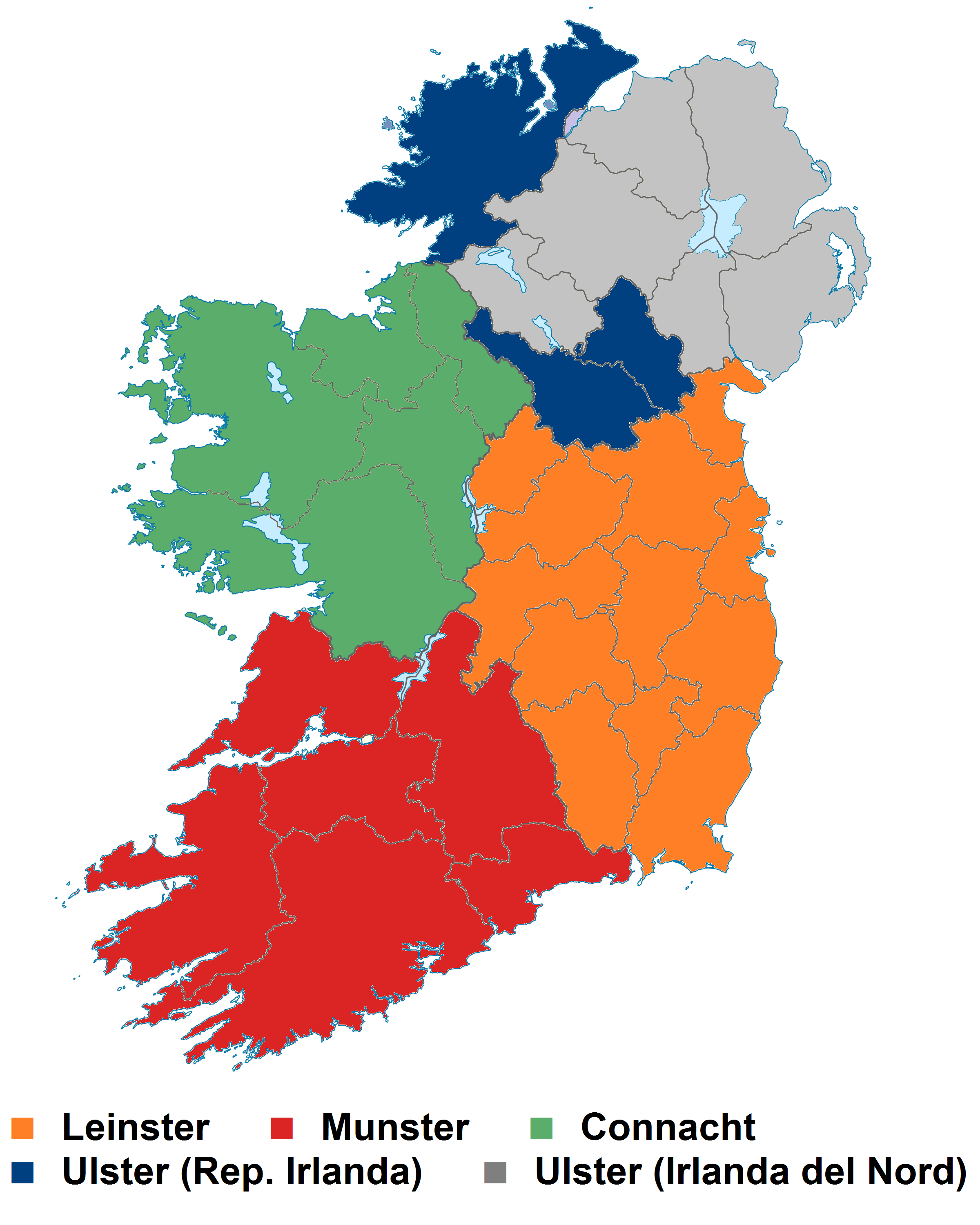

1. Ленстер (найбільше місто— Дублін)
2. Манстер (найбільше місто — Корк)
3. Коннахт (найбільше місто— Голвей)
4. Ольстер (найбільше місто — Белфаст)

## Графства

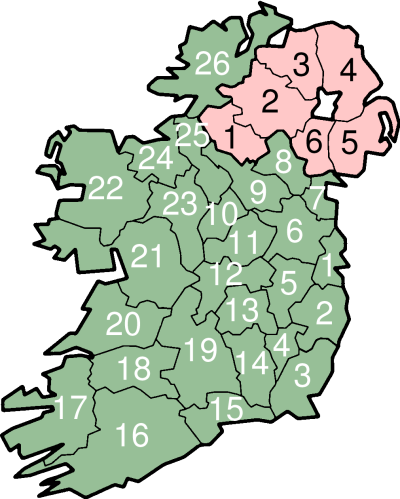

Кожне графство належить до провінції та має свій місцевий орган самоврядування (County Council):
1. Дублін
2. Віклов
3. Вексфорд
4. Карлоу
5. Кілдер
6. Міт
7. Лаут
8. Монахан
9. Каван
10. Лонгфорд
11. Західний Міт
12. Оффалі
13. Ліїш
14. Кілкенні
15. Вотерфорд
16. Корк
17. Керрі
18. Лімерик
19. Тіпперері
20. Клер
21. Голвей
22. Мейо
23. Роскоммон
24. Слайго
25. Літрім
26. Донегол

Північна Ірландія
1. Фермана
2. Тайрон
3. Лондондеррі
4. Антрім
5. Даун
6. Арма

З адміністративної точки зору, 20 округів в республіці є органами місцевого самоврядування. Решта шість мають більше одного місцевого органу влади, утворюючи в цілому 34 органу влади на рівні графства. Графство Тіпперері поділяється на два адміністративні графства: Північний Тіпперері та Південний Тіпперері, спочатку засновані в 1838, а перейменовані 2001 року. Міста Дублін, Корк, Лімерик, Голвей та Вотерфорд мають незалежні міські ради, введені окремо від графств з цими назвами. Графство Дублін, ділиться на територію міста Дублін та на три адміністративні графства: Дан Лері — Ратдаун, Фінгел та Південний Дублін.
Виборчі округи в Республіці Ірландії переважно слідують межам графств. Підтримання зв'язків з системою графства повинне обов'язково враховуватися в реорганізації меж виборчих округів.
У Північній Ірландії, кардинальна реорганізація місцевого самоврядування в 1973 році замінила традиційні шість округів і два графства (Белфаст та Деррі) на 26 однорівневих районів, які, окрім графства Фермана, перетинають традиційні межі графств.